# Melanagromyza principennis
Melanagromyza principennis är en tvåvingeart som beskrevs av Spencer 1977. Melanagromyza principennis ingår i släktet Melanagromyza och familjen minerarflugor. Inga underarter finns listade i Catalogue of Life.